# Zgornje Škofije
Zgornje Škofije (italijansko Albaro Vescovà di Sopra) so naselje v Slovenski Istri, ki upravno spada pod Mestno občino Koper. 
Naselje z nekaj več kot 1.000 prebivalci se nahaja vzhodno od Spodnjih Škofij.

## Demografija
| leto | št. prebivalcev |
| ---- | --------------- |
| 1869 | 266             |
| 1900 | 456             |
| 1931 | 526             |
| 1961 | 453             |
| 1971 | 509             |
| 1981 | 506             |
| 2002 | 745             |